# ديوكسيريبونوكلياز 1
ديوكسيريبونوكلياز I (عادة ما يسمى DNase I أو دناز 1 )، هو نوكلياز داخلي لعائلة DNase مشفر بواسطة الجين البشري ديناز 1 .  DNase I هو نوكلياز يشق الحمض النووي بشكل تفضيلي عند روابط فوسفوديستر القريبة من موضع النيوكليوتيد بيريميدين ، مما ينتج عنه بولي نيوكليوتيدات منتهية بـ 5'-فوسفات مع مجموعة هيدروكسيل حرة في الموضع 3'، في المتوسط ينتج رباعي النوكليوتيدات. وهو يعمل على الحمض النووي المفرد السلسلة، والحمض النووي المزدوج، والكروماتين . بالإضافة إلى دوره كنوكلياز داخلي لإدارة النفايات، فقد اقترح أن يكون أحد نوكلياز الديوكسي ريبونوكلياز المسؤول عن تجزئة الحمض النووي أثناء موت الخلايا المبرمج . 
يرتبط الديناز I ببروتين الأكتين الهيكلي الخلوي . فهو يربط مونومرات الأكتين ذات الألفة العالية جدًا (شبه النانومولية) وبوليمرات الأكتين ذات الألفة الأقل. وظيفة هذا التفاعل غير واضحة. ومع ذلك، نظرًا لأن الدناز I المرتبط بالأكتين غير نشط إنزيميًا، فقد يكون "معقد دناز-أكتين" بمثابة شكل تخزين لدناز I الذي يمنع تلف المعلومات الوراثية. يتم تخزين هذا البروتين في حبيبات الزيموجين في الغلاف النووي ويعمل عن طريق شق الحمض النووي بطريقة التحلل الداخلي.
تم تمييز ما لا يقل عن ستة أليلات جسمية سائدة من الجين DNASE 1، DNASE1*1 حتى DNASE1*6، وتسلسل DNASE1*2 ممثل في هذا السجل. ارتبطت الطفرات في هذا الجين - بالإضافة إلى العامل المعطل لمنتج الإنزيم - بالذئبة الحمامية الجهازية ، وهو أحد أمراض المناعة الذاتية .   يتم استخدام الشكل الدوائي من هذا البروتين لعلاج أحد أعراض التليف الكيسي عن طريق تحلل الحمض النووي خارج الخلية في البلغم وتقليل لزوجته.  تمت مشاهدة متغيرات متفرعة لهذا الجين ولكن لم يتم وصفها بدقة. 

## في علم الجينوم
في علم الجينوم، يُعتقد أن المواقع شديدة الحساسية لـدناز 1 تتميز بكروماتين مفتوح ويمكن الوصول إليه؛ ولذلك، فإن اختبار حساسية دناز 1 هو منهجية مستخدمة على نطاق واسع في علم الجينوم لتحديد مناطق الجينوم التي من المحتمل أن تحتوي على جينات نشطة 

## خصوصية تسلسل دناز 1
تم الإبلاغ مؤخرًا عن أن دناز 1 يُظهر بعض مستويات خصوصية التسلسل التي قد تعتمد على الظروف التجريبية.  وعلى النقيض من الإنزيمات الأخرى التي تتمتع بخصوصية عالية للركيزة، فإن دناز 1 بالتأكيد لا يوصف بخصوصية تسلسل مطلقة. ومع ذلك فإن الانقسام في المواقع التي تحتوي على C أو G عند نهايتهما 3' يكون أقل كفاءة.

## اقرأ أيضا
- ديوكسيريبونوكلياز 2

## روابط خارجية
- deoxyribonuclease+I في المكتبة الوطنية الأمريكية للطب نظام فهرسة المواضيع الطبية (MeSH).